# Історія майбутніх днів
«Історія майбутніх днів» (англ. A Story of the Days to Come) — оповідання англійського письменника Герберта Веллса. Видане у 1897 році.
Подібно до роману «Коли сплячий прокинеться», опублікованого того ж року, оповідання екстраполює на майбутнє тенденції, які Веллс спостерігав у вікторіанському Лондоні XIX століття.

## Сюжет
Дія відбувається в XXII столітті. Лондон — це величезне місто з 30-мільйонним населенням. Багатії живуть у хмарочосах, а біднякам, які їх обслуговують, відведено нижні яруси з критими вулицями. Райони міста сполучають рухомі доріжки, а до інших міст ведуть магістралі та повітряні сполучення аеропланами. Газет давно не існує, їх замінюють «балакучі машини». На вулицях розміщена реклама з мінливим текстом. Не існує домашньої прислуги, бо всю роботу виконує автоматика. Надувний «пневматичний» одяг захищає людське тіло в будь-яку погоду.
Елізабет, донька лондонського багатія, містера Морріса, закохується в простого представника середнього класу Дентона. Але її батько проти такого шлюбу, і наймає гіпнотизера, щоб загіпнотизувати доньку. Коли підступний план батька розкривається, пара таємно одружується та тікає до занедбаного села, щоб жити з тамтешнього господарства. Вони зазнають нападу здичавілих собак і визнають, що непристосовані до життя за містом.
Невдовзі Елізабет і Дентон повертаються до Лондона, щоб жити спокійним життям середнього класу, поки їхні гроші не вичерпуються. Обоє переїжджають у «підземний» район Лондона, щоб працювати фізично як робітники нижчого класу. Їм призначають різні робочі місця: на заводі металевих панелей і в фотомайстерні.
Колишній залицяльник Елізабет на ім'я Бідон мріє одружитися з Елізабет, перешкодивши її стосункам з Дентоном. Але пізніше він робить висновок, що Елізабет усе одно буде про нього поганої думки. Тому він заповідає їй свої статки та скоює самогубство. Елізабет і Дентон знову стають заможними. Дентон розмірковує про те, що історія людства не така вже й довга і колись люди помудрішають.